# Campionato mondiale maschile di pallamano 2015
Il 24º Campionato mondiale maschile di pallamano si è svolto dal 15 gennaio al 1º febbraio 2015 in Qatar.
Il Qatar era stato scelto come paese organizzatore battendo le candidature di Norvegia, Polonia e Francia nelle votazioni che si sono svolte il 27 gennaio 2011 al Consiglio IHF di Malmö, in Svezia.
Il torneo è stato vinto dalla Francia, che ha sconfitto 25-22 i padroni di casa del Qatar.

## Regolamento
Al campionato mondiale hanno partecipato 24 squadre di tutti i continenti, divise nel turno preliminare in quattro gruppi da sei squadre. Le prime quattro di ogni girone si qualificano per la fase a eliminazione diretta, mentre le ultime due partecipano alla President's Cup, il torneo per la classificazione dal 17º al 24º posto.

## Squadre qualificate
| Confederazione     | Torneo di qualificazione     | Qualificata/e                                                                               |
| ------------------ | ---------------------------- | ------------------------------------------------------------------------------------------- |
| AHC (Asia)         | Campionato asiatico 2014     | Bahrein Emirati Arabi Uniti Iran                                                            |
| CAHB (Africa)      | Campionato africano 2014     | Algeria Egitto Tunisia                                                                      |
| PATHF (Americhe)   | Campionato panamericano 2014 | Argentina Brasile Cile                                                                      |
| OHF (Oceania)      | Campionato oceaniano 2014    | Australia                                                                                   |
| EHF (Europa)       | Campionato europeo 2014      | Croazia Danimarca Francia                                                                   |
| EHF (Europa)       | Qualificazioni europee       | Austria Bielorussia Bosnia ed Erzegovina Macedonia Polonia Rep. Ceca Russia Slovenia Svezia |
| Nazione detentrice | Nazione detentrice           | Spagna                                                                                      |
| Nazione ospitante  | Nazione ospitante            | Qatar                                                                                       |

## Sorteggi

### Fasce
Le fasce d'estrazione furono pubblicate il 11 luglio 2014.
| Urna 1                                   | Urna 2                                               | Urna 3                                 | Urna 4                                          | Urna 5                                                  | Urna 6                                                               |
| ---------------------------------------- | ---------------------------------------------------- | -------------------------------------- | ----------------------------------------------- | ------------------------------------------------------- | -------------------------------------------------------------------- |
| - Spagna - Francia - Danimarca - Croazia | - Bosnia ed Erzegovina - Polonia - Svezia - Slovenia | - Russia - Qatar - Macedonia - Algeria | - Austria - Argentina - Bielorussia - Rep. Ceca | - Tunisia - Egitto - Brasile - Bahrein → Arabia Saudita | - Iran - Emirati Arabi Uniti → Islanda - Cile - Australia → Germania |

## Gironi preliminari
Il calendario fu pubblicato il 21 agosto 2014. Un nuovo calendario venne pubblicato il 12 dicembre 2014. Le prime quattro squadre di ciascun gruppo accedevano alla fase a eliminazione diretta.

### Regolamento
In caso in cui due o più squadre terminino il girone a pari punti, la posizione finale in classifica verrà determinata tramite questi criteri:
1. classifica avulsa tra le squadre
2. differenza reti tra le squadre
3. numero di gol segnati tra le squadre
4. differenza reti
5. numero di gol segnati
6. sorteggio

|  | Qualificate al girone finale |

Tutti gli orari seguono il fuso orario arabo (UTC+3).

## Fase a gironi

### Girone A

#### Classifica
| Pos | Squadra     | G | V | N | P | GF  | GS  | DG  | Pt | Qualificazione            |
| --- | ----------- | - | - | - | - | --- | --- | --- | -- | ------------------------- |
| 1   | Spagna      | 5 | 5 | 0 | 0 | 162 | 127 | +35 | 10 | Qualificate al Main Round |
| 2   | Qatar       | 5 | 4 | 0 | 1 | 137 | 122 | +15 | 8  | Qualificate al Main Round |
| 3   | Slovenia    | 5 | 3 | 0 | 2 | 160 | 145 | +15 | 6  | Qualificate al Main Round |
| 4   | Brasile     | 5 | 2 | 0 | 3 | 146 | 143 | +3  | 4  | Qualificate al Main Round |
| 5   | Bielorussia | 5 | 1 | 0 | 4 | 147 | 155 | −8  | 2  |                           |
| 6   | Cile        | 5 | 0 | 0 | 5 | 104 | 164 | −60 | 0  |                           |

#### Risultati
| Arbitri: | Gubica Milošević |

|                        |           |           |
| Hassaballa, Marković 6 | Marcatori | Chiuffa 6 |

| Arbitri: | Horáček Novotný |

|                        |           |          |
| Aguinagalde, Maqueda 6 | Marcatori | Tsitou 5 |

| Arbitri: | Rashed El-Sayed |

|         |           |               |
| Gajić 9 | Marcatori | R. Salinas 10 |

| Arbitri: | Nachevski Nikolov |

|                  |           |            |
| Borges, Toledo 5 | Marcatori | Cañellas 9 |

| Arbitri: | Krichen Makhlouf |

|              |           |          |
| D. Rutenka 6 | Marcatori | Gajić 15 |

| Arbitri: | Reveret Pichon |

|         |           |             |
| Oneto 5 | Marcatori | Marković 11 |

| Arbitri: | Koo Lee |

|          |           |                  |
| Rivera 7 | Marcatori | Araya, Frelijj 3 |

| Arbitri: | Rashed El-Sayed |

|                 |           |          |
| tre giocatori 6 | Marcatori | Borges 9 |

| Arbitri: | Gjeding Hansen |

|           |           |           |
| Dolenec 8 | Marcatori | Capote 12 |

| Arbitri: | Reveret Pichon |

|          |           |          |
| Gajić 12 | Marcatori | Borges 7 |

| Arbitri: | Hizaki Ikebuchi |

|              |           |                         |
| R. Salinas 6 | Marcatori | Pukhouski, S. Rutenka 8 |

| Arbitri: | Nikolić Stojković |

|             |           |          |
| Marković 10 | Marcatori | Rivera 7 |

| Arbitri: | Krichen Makhlouf |

|        |           |                    |
| Zeba 7 | Marcatori | cinque giocatori 3 |

| Arbitri: | Geipel Helbig |

|          |           |                     |
| Rivera 6 | Marcatori | quattro giocatori 4 |

| Arbitri: | Horáček Novotný |

|            |           |              |
| Marković 9 | Marcatori | D. Rutenka 7 |

### Girone B

#### Classifica
| Pos | Squadra              | G | V | N | P | GF  | GS  | DG  | Pt | Qualificazione            |
| --- | -------------------- | - | - | - | - | --- | --- | --- | -- | ------------------------- |
| 1   | Croazia              | 5 | 5 | 0 | 0 | 158 | 124 | +34 | 10 | Qualificate al Main Round |
| 2   | Macedonia            | 5 | 4 | 0 | 1 | 153 | 138 | +15 | 8  | Qualificate al Main Round |
| 3   | Austria              | 5 | 2 | 1 | 2 | 147 | 140 | +7  | 5  | Qualificate al Main Round |
| 4   | Tunisia              | 5 | 2 | 1 | 2 | 132 | 133 | −1  | 5  | Qualificate al Main Round |
| 5   | Bosnia ed Erzegovina | 5 | 1 | 0 | 4 | 118 | 128 | −10 | 2  |                           |
| 6   | Iran                 | 5 | 0 | 0 | 5 | 127 | 172 | −45 | 0  |                           |

#### Risultati
| Arbitri: | Koo Lee |

|          |           |             |
| Čelica 6 | Marcatori | A. Esteki 7 |

| Arbitri: | Geipel Helbig |

|               |           |       |
| K. Lazarov 10 | Marcatori | Tej 6 |

| Arbitri: | Gatelis Mažeika |

|          |           |                   |
| Čupić 11 | Marcatori | Szilágyi, Weber 7 |

| Arbitri: | Raluy Sabroso |

|           |           |         |
| Bannour 9 | Marcatori | Čupić 8 |

| Arbitri: | Al-Suwaidi Bamutref |

|             |           |              |
| A. Esteki 9 | Marcatori | K. Lazarov 9 |

| Arbitri: | Menezes Pinto |

|                   |           |             |
| Szilágyi, Weber 4 | Marcatori | Malinović 6 |

| Arbitri: | Gatelis Mažeika |

|                       |           |            |
| S. Burić, Malinović 4 | Marcatori | Manaskov 6 |

| Arbitri: | Geipel Helbig |

|           |           |             |
| Horvat 12 | Marcatori | S. Esteki 6 |

| Arbitri: | Nikolić Stojković |

|         |           |              |
| Weber 9 | Marcatori | Sanaï, Tej 5 |

| Arbitri: | Rashed El-Sayed |

|             |           |          |
| S. Esteki 7 | Marcatori | Santos 8 |

| Arbitri: | Santos Fonseca |

|             |           |             |
| Malinović 5 | Marcatori | Boughanmi 7 |

| Arbitri: | Horáček Novotný |

|              |           |         |
| K. Lazarov 7 | Marcatori | Čupić 9 |

| Arbitri: | Kliko Johansson |

|          |           |            |
| Touati 7 | Marcatori | Karamian 4 |

| Arbitri: | Gjeding Hansen |

|              |           |         |
| K. Lazarov 9 | Marcatori | Weber 8 |

| Arbitri: | Reveret Pichon |

|           |           |               |
| Karačić 6 | Marcatori | Toromanović 7 |

### Girone C

#### Classifica
| Pos | Squadra   | G | V | N | P | GF  | GS  | DG  | Pt | Qualificazione            |
| --- | --------- | - | - | - | - | --- | --- | --- | -- | ------------------------- |
| 1   | Francia   | 5 | 4 | 1 | 0 | 143 | 128 | +15 | 9  | Qualificate al Main Round |
| 2   | Svezia    | 5 | 3 | 1 | 1 | 137 | 109 | +28 | 7  | Qualificate al Main Round |
| 3   | Islanda   | 5 | 2 | 1 | 2 | 127 | 135 | −8  | 5  | Qualificate al Main Round |
| 4   | Egitto    | 5 | 2 | 1 | 2 | 135 | 125 | +10 | 5  | Qualificate al Main Round |
| 5   | Rep. Ceca | 5 | 2 | 0 | 3 | 145 | 138 | +7  | 4  |                           |
| 6   | Algeria   | 5 | 0 | 0 | 5 | 109 | 161 | −52 | 0  |                           |

#### Risultati
| Arbitri: | Raluy Sabroso |

|            |           |          |
| Kaabeche 6 | Marcatori | Hassan 5 |

| Arbitri: | Gjeding Hansen |

|                        |           |         |
| Guigou, N. Karabatić 7 | Marcatori | Horák 8 |

| Arbitri: | Menezes Pinto |

|          |           |           |
| Ekberg 7 | Marcatori | Atlason 5 |

| Arbitri: | Gubica Milošević |

|              |           |           |
| Sigurðsson 8 | Marcatori | Berkous 5 |

| Arbitri: | Geipel Helbig |

|                |           |              |
| Babák, Sobol 5 | Marcatori | Andersson 10 |

| Arbitri: | Krstić Ljubič |

|        |           |                |
| Amer 5 | Marcatori | N. Karabatić 6 |

| Arbitri: | Al-Suwaidi Bamutref |

|          |           |            |
| Hrstka 5 | Marcatori | El-Ahmar 5 |

| Arbitri: | Santos Fonseca |

|                |           |                            |
| N. Karabatić 6 | Marcatori | Hallgrímsson, Pálmarsson 5 |

| Arbitri: | Nachevski Nikolov |

|           |           |         |
| Källman 6 | Marcatori | Daoud 6 |

| Arbitri: | Gubica Milošević |

|           |           |            |
| Ekberg 10 | Marcatori | El-Ahmar 9 |

| Arbitri: | Koo Lee |

|              |           |          |
| Guðjónsson 5 | Marcatori | Jícha 11 |

| Arbitri: | Nikolić Stojković |

|            |           |          |
| Berkous 11 | Marcatori | Guigou 7 |

| Arbitri: | Nikolić Stojković |

|                  |           |               |
| Hassan, Radwan 5 | Marcatori | Sigurðsson 13 |

| Arbitri: | Hizaki Ikebuchi |

|                 |           |         |
| Daoud, Hamoud 5 | Marcatori | Jícha 7 |

| Arbitri: | Raluy Sabroso |

|        |           |           |
| Joli 9 | Marcatori | Källman 8 |

### Girone D

#### Classifica
| Pos | Squadra        | G | V | N | P | GF  | GS  | DG  | Pt | Qualificazione            |
| --- | -------------- | - | - | - | - | --- | --- | --- | -- | ------------------------- |
| 1   | Germania       | 5 | 4 | 1 | 0 | 150 | 124 | +26 | 9  | Qualificate al Main Round |
| 2   | Danimarca      | 5 | 3 | 2 | 0 | 154 | 127 | +27 | 8  | Qualificate al Main Round |
| 3   | Polonia        | 5 | 3 | 0 | 2 | 135 | 121 | +14 | 6  | Qualificate al Main Round |
| 4   | Argentina      | 5 | 2 | 1 | 2 | 132 | 123 | +9  | 5  | Qualificate al Main Round |
| 5   | Russia         | 5 | 1 | 0 | 4 | 133 | 131 | +2  | 2  |                           |
| 6   | Arabia Saudita | 5 | 0 | 0 | 5 | 87  | 165 | −78 | 0  |                           |

#### Risultati
| Arbitri: | Hizaki Ikebuchi |

|                      |           |                        |
| Dereven, Zhitnikov 4 | Marcatori | Al-Abbas, Al-Hannabi 4 |

| Arbitri: | Nachevski Nikolov |

|            |           |            |
| Lijewski 7 | Marcatori | Weinhold 9 |

| Arbitri: | Krstić Ljubič |

|          |           |           |
| Eggert 5 | Marcatori | Pizarro 8 |

| Arbitri: | Horáček Novotný |

|                 |           |                 |
| tre giocatori 5 | Marcatori | tre giocatori 5 |

| Arbitri: | Kliko Johansson |

|              |           |            |
| Gensheimer 9 | Marcatori | Igropulo 6 |

| Arbitri: | Rashed El-Sayed |

|                       |           |                  |
| Al-Janabi, Al-Salem 4 | Marcatori | H. Toft Hansen 8 |

| Arbitri: | Krstić Ljubič |

|            |           |              |
| Rojewski 6 | Marcatori | Shishkarev 7 |

| Arbitri: | Krichen Makhlouf |

|           |           |             |
| Pizarro 7 | Marcatori | Al-Janabi 5 |

| Arbitri: | Raluy Sabroso |

|                        |           |            |
| Christiansen, Hansen 6 | Marcatori | Weinhold 8 |

| Arbitri: | Kliko Johansson |

|            |           |               |
| Syprzak 10 | Marcatori | Al-Abdulali 4 |

| Arbitri: | Gatelis Mažeika |

|            |           |             |
| Groetzki 7 | Marcatori | Fernández 6 |

| Arbitri: | Nachevski Nikolov |

|              |           |         |
| Shishkarev 8 | Marcatori | Lauge 9 |

| Arbitri: | Santos Fonseca |

|                 |           |                   |
| tre giocatori 3 | Marcatori | Musche, Sellin 11 |

| Arbitri: | Al-Suwaidi Bamutref |

|              |           |           |
| Shishkarev 7 | Marcatori | Pizarro 9 |

| Arbitri: | Gubica Milošević |

|            |           |            |
| Lindberg 6 | Marcatori | Rojewski 5 |

## Fase a eliminazione diretta

### President's Cup

#### Tabellone 21º-24º posto
|  | Semifinali 21º-24º posto | Semifinali 21º-24º posto | Semifinali 21º-24º posto |                |      | Finale 21º posto | Finale 21º posto | Finale 21º posto |  |
|  |                          |                          |                          |                |      |                  |                  |                  |  |
|  | Cile                     | Cile                     | 31                       |                |      |                  |                  |                  |  |
|  | Cile                     | Cile                     | 31                       |                |      |                  |                  |                  |  |
|  | Iran                     | Iran                     | 32                       |                |      |                  |                  |                  |  |
|  | Iran                     | Iran                     | 32                       |                | Iran | Iran             | 26               |                  |  |
|  |                          |                          |                          |                | Iran | Iran             | 26               |                  |  |
|  |                          |                          | Arabia Saudita           | Arabia Saudita | 22   |                  |                  |                  |  |
|  | Algeria                  | Algeria                  | Arabia Saudita           | Arabia Saudita | 22   | 25               |                  |                  |  |
|  | Algeria                  | Algeria                  |                          |                |      | 25               |                  |                  |  |
|  | Arabia Saudita           | Arabia Saudita           | 27                       |                |      | Finale 23º posto | Finale 23º posto | Finale 23º posto |  |
|  | Arabia Saudita           | Arabia Saudita           | 27                       |                |      |                  |                  |                  |  |
|  |                          |                          |                          |                |      |                  |                  |                  |  |
|  |                          |                          |                          |                |      | Cile             | Cile             | 30 (d.t.r.)      |  |
|  |                          |                          |                          |                |      | Cile             | Cile             | 30 (d.t.r.)      |  |
|  |                          |                          |                          |                |      | Algeria          | Algeria          | 28               |  |

##### Risultati

###### Semifinali
| Arbitri: | Hizaki Ikebuchi |

|               |           |                 |
| R. Salinas 18 | Marcatori | tre giocatori 5 |

| Arbitri: | Kliko Johansson |

|          |           |                 |
| Hamoud 9 | Marcatori | Moj. Al-Salem 5 |

###### Finale 23º posto
| Arbitri: | Santos Fonseca |

|               |           |           |
| R. Salinas 11 | Marcatori | Hamoud 12 |

###### Finale 21º posto
| Arbitri: | Menezes Pinto |

|             |           |               |
| A. Esteki 6 | Marcatori | Al-Abdulali 6 |

#### Tabellone 17º-20º posto
|  | Semifinali 17º-20º posto | Semifinali 17º-20º posto | Semifinali 17º-20º posto |           |             | Finale 17º posto     | Finale 17º posto     | Finale 17º posto |  |
|  |                          |                          |                          |           |             |                      |                      |                  |  |
|  | Bielorussia              | Bielorussia              | 37                       |           |             |                      |                      |                  |  |
|  | Bielorussia              | Bielorussia              | 37                       |           |             |                      |                      |                  |  |
|  | Bosnia ed Erzegovina     | Bosnia ed Erzegovina     | 29                       |           |             |                      |                      |                  |  |
|  | Bosnia ed Erzegovina     | Bosnia ed Erzegovina     | 29                       |           | Bielorussia | Bielorussia          | 31                   |                  |  |
|  |                          |                          |                          |           | Bielorussia | Bielorussia          | 31                   |                  |  |
|  |                          |                          | Rep. Ceca                | Rep. Ceca | 32 (d.t.r.) |                      |                      |                  |  |
|  | Rep. Ceca                | Rep. Ceca                | Rep. Ceca                | Rep. Ceca | 32 (d.t.r.) | 32                   |                      |                  |  |
|  | Rep. Ceca                | Rep. Ceca                |                          |           |             | 32                   |                      |                  |  |
|  | Russia                   | Russia                   | 30                       |           |             | Finale 19º posto     | Finale 19º posto     | Finale 19º posto |  |
|  | Russia                   | Russia                   | 30                       |           |             |                      |                      |                  |  |
|  |                          |                          |                          |           |             |                      |                      |                  |  |
|  |                          |                          |                          |           |             | Bosnia ed Erzegovina | Bosnia ed Erzegovina | 28               |  |
|  |                          |                          |                          |           |             | Bosnia ed Erzegovina | Bosnia ed Erzegovina | 28               |  |
|  |                          |                          |                          |           |             | Russia               | Russia               | 42               |  |

##### Risultati

###### Semifinali
| Arbitri: | Menezes Pinto |

|              |           |            |
| S. Rutenka 9 | Marcatori | S. Burić 6 |

| Arbitri: | Krichen Makhlouf |

|            |           |           |
| Zdráhala 8 | Marcatori | Dereven 8 |

###### Finale 19º posto
| Arbitri: | Hizaki Ikebuchi |

|             |           |           |
| Malinović 6 | Marcatori | Kovalev 6 |

###### Finale 17º posto
| Arbitri: | Rased El-Sayed |

|               |           |                     |
| S. Rutenka 12 | Marcatori | quattro giocatori 6 |

### Fase finale

#### Tabellone
|  | Ottavi di finale | Ottavi di finale |                 |    | Quarti di finale          | Quarti di finale          |                 |                 | Semifinali | Semifinali |  |  | Finale | Finale |
|  |                  |                  |                 |    |                           |                           |                 |                 |            |            |  |  |        |        |
|  | 25 gennaio 2015  |                  |                 |    |                           |                           |                 |                 |            |            |  |  |        |        |
|  |                  |                  |                 |    |                           |                           |                 |                 |            |            |  |  |        |        |
|  | Croazia          | 26               |                 |    |                           |                           |                 |                 |            |            |  |  |        |        |
|  | Croazia          | 26               | 28 gennaio 2015 |    |                           |                           |                 |                 |            |            |  |  |        |        |
|  | Brasile          | 25               |                 |    |                           |                           |                 |                 |            |            |  |  |        |        |
|  | Brasile          | 25               | Croazia         | 22 |                           |                           |                 |                 |            |            |  |  |        |        |
|  | 26 gennaio 2015  |                  | Croazia         | 22 |                           |                           |                 |                 |            |            |  |  |        |        |
|  |                  | Polonia          | 24              |    |                           |                           |                 |                 |            |            |  |  |        |        |
|  | Polonia          | Polonia          | 24              | 24 |                           |                           |                 |                 |            |            |  |  |        |        |
|  | Polonia          |                  | 30 gennaio 2015 | 24 |                           |                           |                 |                 |            |            |  |  |        |        |
|  | Svezia           | 20               |                 |    |                           |                           |                 |                 |            |            |  |  |        |        |
|  | Svezia           | 20               | Polonia         | 29 |                           |                           |                 |                 |            |            |  |  |        |        |
|  | 25 gennaio 2015  |                  | Polonia         | 29 |                           |                           |                 |                 |            |            |  |  |        |        |
|  |                  | Qatar            | 31              |    |                           |                           |                 |                 |            |            |  |  |        |        |
|  | Austria          | Qatar            | 31              | 27 |                           |                           |                 |                 |            |            |  |  |        |        |
|  | Austria          | 28 gennaio 2015  |                 | 27 |                           |                           |                 |                 |            |            |  |  |        |        |
|  | Qatar            | 29               |                 |    |                           |                           |                 |                 |            |            |  |  |        |        |
|  | Qatar            | 29               | Qatar           | 26 |                           |                           |                 |                 |            |            |  |  |        |        |
|  | 26 gennaio 2015  |                  | Qatar           | 26 |                           |                           |                 |                 |            |            |  |  |        |        |
|  |                  | Germania         | 24              |    |                           |                           |                 |                 |            |            |  |  |        |        |
|  | Germania         | Germania         | 24              | 23 |                           |                           |                 |                 |            |            |  |  |        |        |
|  | Germania         |                  | 1 febbraio 2015 | 23 |                           |                           |                 |                 |            |            |  |  |        |        |
|  | Egitto           | 16               |                 |    |                           |                           |                 |                 |            |            |  |  |        |        |
|  | Egitto           | 16               | Qatar           | 22 |                           |                           |                 |                 |            |            |  |  |        |        |
|  | 26 gennaio 2015  |                  | Qatar           | 22 |                           |                           |                 |                 |            |            |  |  |        |        |
|  |                  | Francia          | 25              |    |                           |                           |                 |                 |            |            |  |  |        |        |
|  | Islanda          | Francia          | 25              | 25 |                           |                           |                 |                 |            |            |  |  |        |        |
|  | Islanda          | 28 gennaio 2015  |                 | 25 |                           |                           |                 |                 |            |            |  |  |        |        |
|  | Danimarca        | 30               |                 |    |                           |                           |                 |                 |            |            |  |  |        |        |
|  | Danimarca        | 30               | Danimarca       | 24 |                           |                           |                 |                 |            |            |  |  |        |        |
|  | 25 gennaio 2015  |                  | Danimarca       | 24 |                           |                           |                 |                 |            |            |  |  |        |        |
|  |                  | Spagna           | 25              |    |                           |                           |                 |                 |            |            |  |  |        |        |
|  | Spagna           | Spagna           | 25              | 28 |                           |                           |                 |                 |            |            |  |  |        |        |
|  | Spagna           |                  | 30 gennaio 2015 | 28 |                           |                           |                 |                 |            |            |  |  |        |        |
|  | Tunisia          | 20               |                 |    |                           |                           |                 |                 |            |            |  |  |        |        |
|  | Tunisia          | 20               | Spagna          | 22 |                           |                           |                 |                 |            |            |  |  |        |        |
|  | 25 gennaio 2015  |                  | Spagna          | 22 |                           |                           |                 |                 |            |            |  |  |        |        |
|  |                  | Francia          | 26              |    | Finale per il terzo posto | Finale per il terzo posto |                 |                 |            |            |  |  |        |        |
|  | Slovenia         | Francia          | 26              | 30 | Finale per il terzo posto | Finale per il terzo posto |                 |                 |            |            |  |  |        |        |
|  | Slovenia         | 28 gennaio 2015  | 28 gennaio 2015 | 30 |                           |                           | 1 febbraio 2015 | 1 febbraio 2015 |            |            |  |  |        |        |
|  | Macedonia        | 28 gennaio 2015  | 28 gennaio 2015 | 28 |                           |                           | 1 febbraio 2015 | 1 febbraio 2015 |            |            |  |  |        |        |
|  | Macedonia        | Slovenia         | 23              | 28 | Polonia                   | 29                        |                 |                 |            |            |  |  |        |        |
|  | 26 gennaio 2015  | Slovenia         | 23              |    | Polonia                   | 29                        |                 |                 |            |            |  |  |        |        |
|  |                  | Francia          | 32              |    | Spagna                    | 28                        |                 |                 |            |            |  |  |        |        |
|  | Francia          | Francia          | 32              | 33 | Spagna                    | 28                        |                 |                 |            |            |  |  |        |        |
|  | Francia          |                  |                 | 33 |                           |                           |                 |                 |            |            |  |  |        |        |
|  | Argentina        | 20               |                 |    |                           |                           |                 |                 |            |            |  |  |        |        |
|  | Argentina        | 20               |                 |    |                           |                           |                 |                 |            |            |  |  |        |        |

#### Risultati

##### Ottavi di finale
| Arbitri: | Gubica Milošević |

|         |           |            |
| Weber 8 | Marcatori | Marković 8 |

| Arbitri: | Gatelis Mažeika |

|         |           |                           |
| Gajić 9 | Marcatori | Georgievski, K. Lazarov 7 |

| Arbitri: | Nachevski Nikolov |

|          |           |             |
| Ugalde 6 | Marcatori | Boughanmi 5 |

| Arbitri: | Al-Suwaidi Bamutref |

|           |           |         |
| Kopljar 5 | Marcatori | Silva 5 |

| Arbitri: | Horáček Novotný |

|              |           |                    |
| Gensheimer 6 | Marcatori | El-Ahmar, Hassan 4 |

| Arbitri: | Krstić Ljubič |

|                          |           |            |
| B. Jurecki, M. Jurecki 5 | Marcatori | Petersen 5 |

| Arbitri: | Reveret Pichon |

|             |           |         |
| Petersson 7 | Marcatori | Lauge 6 |

| Arbitri: | Gjeding Hansen |

|         |           |         |
| Porte 6 | Marcatori | Carou 4 |

##### Quarti di finale
| Arbitri: | Gjeding Hansen |

|                    |           |              |
| Duvnjak, Kopljar 5 | Marcatori | Jurkiewicz 6 |

| Arbitri: | Nachevski Nikolov |

|          |           |              |
| Capote 8 | Marcatori | Gensheimer 5 |

| Arbitri: | Horáček Novotný |

|             |           |            |
| L. Žvižej 6 | Marcatori | Narcisse 6 |

| Arbitri: | Geipel Helbig |

|                  |           |           |
| Eggert, Hansen 6 | Marcatori | Rivera 10 |

##### Semifinali
| Arbitri: | Nikolić Stojković |

|           |           |                   |
| Jurecki 9 | Marcatori | Capote, Mallash 6 |

| Arbitri: | Krstić Ljubič |

|                    |           |          |
| Cañellas, Ugalde 5 | Marcatori | Guigou 5 |

### Finale 3º posto
| Arbitri: | Gjeding Hansen |

|         |           |         |
| Szyba 8 | Marcatori | Tomás 7 |

### Finale
| Arbitri: | Horáček Novotný |

|                                                                     |           |                                                                                               |
| Marković 7 Capote 6 Mallash 3 Vidal 3 Benali 1 Madadi 1 Memišević 1 | Marcatori | N. Karabatić 5 Narcisse 4 Porte 4 Barachet 3 Guigou 3 Nyokas 3 Fernandez 1 Mahé 1 Sorhaindo 1 |

## Classifica finale
| Pos.    | Nazione              |
| ------- | -------------------- |
| Oro     | Francia              |
| Argento | Qatar                |
| Bronzo  | Polonia              |
| 4       | Spagna               |
| 5       | Danimarca            |
| 6       | Croazia              |
| 7       | Germania             |
| 8       | Slovenia             |
| 9       | Macedonia            |
| 10      | Svezia               |
| 11      | Islanda              |
| 12      | Argentina            |
| 13      | Austria              |
| 14      | Egitto               |
| 15      | Tunisia              |
| 16      | Brasile              |
| 17      | Rep. Ceca            |
| 18      | Bielorussia          |
| 19      | Russia               |
| 20      | Bosnia ed Erzegovina |
| 21      | Iran                 |
| 22      | Arabia Saudita       |
| 23      | Cile                 |
| 24      | Algeria              |

## Premi
- Miglior giocatore del torneo:  Thierry Omeyer
- Squadra All-Star del torneo:
  - Portiere:  Thierry Omeyer
  - Ala sinistra:  Valero Rivera Folch
  - Terzino sinistro:  Rafael Capote
  - Centrale:  Nikola Karabatić
  - Terzino destro:  Žarko Marković
  - Ala destra:  Dragan Gajić
  - Pivot:  Bartosz Jurecki